# 양자위
양자위(중국어 간체자: 杨家玉, 정체자: 楊家玉, 병음: Yáng Jiāyù, 한자음: 양가옥, 1996년 2월 18일~)는 중화인민공화국의 육상 선수로 주 종목은 경보이다. 2024 하계 올림픽에서 여자 20km 경보 부문 금메달을 획득했으며, 2017년 세계 선수권 대회에서 여자 20km 경보 부문 금메달을 획득했다.